# Hyundai Asan

Hyundai Asan est une filiale du groupe sud-coréen Hyundai. Elle a été créée le 16 mars 1999, dans l'objectif de développer des projets de coopération entre la Corée du Nord et la Corée du Sud.
Dotée d'un capital de 100 milliards de won (soit 90 millions de dollars), Hyundai Asan gère notamment les circuits touristiques de Sud-Coréens dans les monts Kumgang (en coréen, Kumgangsan), situés au nord de la péninsule. En contrepartie de cette délégation de gestion des circuits touristiques dans les monts Kumgang, le groupe Hyundai s'est engagé à verser 942 millions de dollars à la Corée du Nord avant 2005. 
Compte tenu par ailleurs des investissements initiaux dans les infrastructures de tourisme aux monts Kumgang, les activités de la société Hyundai Asan n'ont pas encore atteint l'équilibre économique. Pour relancer ses activités aux monts Kumgang, Hyundai Asan a décidé, en avril 2007, l'organisation d'un nouveau circuit de visite ainsi que des embauches, dans l'objectif de porter le nombre de visiteurs annuels de 240 000 en 2006 à 400 000 en 2007.
D'autres projets de coopération avec la Corée du Nord sont à l'étude, en particulier dans les monts Myohyang.